# Nordre Vallstjärnen
Nordre Vallstjärnen är en sjö i Vansbro kommun i Dalarna och ingår i Dalälvens huvudavrinningsområde.